# Georg Christian Sonnenschmidt
Georg Christian Sonnenschmidt (* 1. Juni 1766 in Wolgast; † 6. Januar 1838 in Greifswald) war ein deutscher Jurist in schwedischen und preußischen Diensten.

## Leben
Georg Christian Sonnenschmidt, Sohn eines Kaufmanns, besuchte die Schule in Wolgast und von 1782 bis 1784 das Akademische Gymnasium in Stettin. Anschließend studierte er an der Universität Greifswald und von 1785 bis 1789 Rechts- und Kameralwissenschaften. Zu seinen Lehrern gehörten Georg Ludwig Böhmer, Johann Stephan Pütter und Justus Claproth.
Nach Abschluss seines Studiums kehrte er nach Wolgast zurück und wurde nach Ende 1789 bestandener Aufnahmeprüfung am 15. Mai 1790 als außerordentlicher Referendar am königlichen Hofgericht in Greifswald angestellt. 1793 wurde er zum Assessor befördert. Die Regierung Schwedisch-Pommerns berief ihn 1795 in eine Kommission zur Untersuchung der in Greifswald ausgebrochenen Unruhen und zur Regulierung des Stadtwesens. Im folgenden Jahr berief ihn die schwedische Regierung in Stockholm in eine Kommission zur Visitation der Zustände in Schwedisch-Pommern.
Am 4. April 1799 wurde Georg Christian Sonnenschmidt auf königlichen Befehl zum Obersachwalt (Procurator justitiae) bestellt. In diesem Amt hatte er die Oberaufsicht über alle Justiz- und Administrativbehörden in Schwedisch-Pommern und der zu dieser Zeit noch zu Schweden gehörenden Stadt und Herrschaft Wismar. Daneben war er an Kommissionen zur Revision der städtischen Verfassungen von Wismar und Stralsund sowie zum Entwurf eines neuen pommerschen Gesetzbuches beteiligt. 1804 wurde er, auf eigenen Antrag wegen seiner angeschlagenen Gesundheit, von seinem Amt entbunden und an das Oberappellationsgericht Greifswald berufen. Eine fortschreitende Erkrankung hinderte ihn an einer kontinuierlichen Gerichtstätigkeit.
Im August 1815 wurde ihm der Nordstern-Orden verliehen. Nach dem Übergang Schwedisch-Pommerns an Preußen wurde er 1817 von juristischen Fakultät der Universität Greifswald zum Ehrendoktor der Rechte promoviert. 1836 wurde er mit dem Roten Adlerorden 4. Klasse ausgezeichnet.
Georg Christian Sonnenschmidt war seit Dezember 1798 mit Katharina Elisabeth Droysen verheiratet. Der Ehe entstammten drei Kinder. Ältester Sohn war der spätere preußische Obertribunalsrat Friedrich Hermann Sonnenschmidt (1801–1881).